# Dappy
Costadinos Contostavlos (né le 11 juin 1987), connu sous le nom de Dappy, est un chanteur, auteur-compositeur, et rappeur britannique. Il est plus connu pour être le chanteur-leader du trio N-Dubz qu'il compose avec sa cousine Tulisa et son ami Fazer.

## Biographie
Dappy est né et a grandi à Camden Town, situé au nord de Londres. Dappy est d'origine grec. Il a grandi avec ses parents : Byron Contostavlos et Zoi Agorou ainsi qu'avec son grand frère Spiros. Son père était un membre du groupe anglais Mungo Jerry. Byron est mort d'une crise cardiaque le 12 avril 2007. N-Dubz a composé une chanson, qui a été joué pendant ses funérailles. Dappy a déclaré : « C'était le point le plus bas de notre vie : nous n'avions pas d'argent, pas de manager, pas de comptable mais le plus destructeur c'est de ne pas d'avoir de père, - B était tout pour moi et ça fait tellement mal de croire qu'il n'a jamais pu voir ce que nous avons atteint aujourd'hui, mais je sais qu'il nous regarde d'en haut et il serait très fier ».
En étant plus jeune, Costadinos a étudié à Richard Cobden Primary school, puis à St Aloysius secondary et finalement une école catholique dont il se fait expulser un an plus tard . Dans le livre de N-Dubz, Against All Odds: From Street Life to Chart Life, il a déclaré qu'il ne se souvient pas de son école puisqu'il n'y allait pas souvent. Il a quitté l'école à l'âge de 15 ans mais il y est retourné un moment plus tard et il a obtenu A* en Anglais .
Le chanteur est très proche de son meilleur ami Fazer, qu'il a rencontré à 9 ans pendant ses cours de karaté. Il a commencé avec lui à composer et écrire des chansons. Plus tard, il a invité sa cousine Tulisa à les joindre dans le groupe. C'est alors qu'ils commencent à faire des concerts dans les environs de Camden Town. Byron, Le père de Dappy, est devenu le manager du groupe initialement appelé « Lickle Rinsers Crew ».
En janvier 2014 il participe à la treizième saison de l'émission de télé réalité Celebrity Big Brother.

## Carrière de chanteur

### Solo

#### Album
- Bad Intentions (2012)

#### Singles
- No Regrets (2011)
- Rockstar (feat. Brian May) (2012)
- Good Intentions (2012)
- Yin Yang (2012)
- Bring It Home (feat. The Wanted) (2012)
- Beautiful Me (2015)

#### Des singles promotionnels
- I'm Coming(2012)
- Come With Me  (2012)